# Château de Saint-Privat (Vers-Pont-du-Gard)
 (mai 2022).
Le château de Saint-Privat est situé sur la commune de Vers-Pont-du-Gard.

## Historique
Le château est construit sur l'emplacement d'une villa gallo-romaine, avec quelques vestiges d'un fort du XIIe siècle. Divers propriétaires possèdent le domaine dont de la famille d'Uzès (Maison de Crussol)  longtemps suzerains.
De 1451 à 1865, il appartient à la famille Faret, notamment à Jules-Marie-Henri de Faret de Fournès. Il apparaît des traces d'importants réaménagements sur cette période.
De 1865 à 1916, Thomas Calderon, descendant du dramaturge espagnol Pedro Calderón de la Barca, en est le propriétaire. Les serres datent d'une reconstitution des jardins au XIXe siècle. 
Le domaine est acquis en 1916 par Jacques Rouché (1862-1957), directeur de l'Opéra de Paris puis de la Réunion des Musées nationaux. Jacques Rouché réaménage les jardins, installant, à la place du potager, un jardin à la française selon les goûts de l'époque (influence d'Achille Duchêne). Il réalise aussi un buffet d'eau à l'imitation de celui de la  Mogère à Montpellier. En 1922, Rouché commande à son ami Georges Desvallières (1861-1950), la décoration de la petite chapelle du XVIIIe siècle. Les peintures à l'huile sur toile marouflée traduisent la vision de l'artiste du sacrifice de la Première Guerre mondiale.
Depuis sa cession le 19 février 2018, la propriété n’appartient plus à Bernadette Fenwick, petite fille de Jacques Rouché et mère de Jean-Noël Fenwick.
Le montant de la transaction (  4 997 145 € ) est publié par dvf.etalab.gouv.fr.
3 des 4 nouveaux propriétaires se font connaître en novembre 2019 dans la presse local, il s’agit de Christophe Subreville,  Jean-Pascal Cordesse et  Camille Gerbino.

## Parties remarquables du domaine du château
- Ses jardins
- Sa chapelle décorée par George Desvallières
- La grotte de la Balauzière.

## Galerie

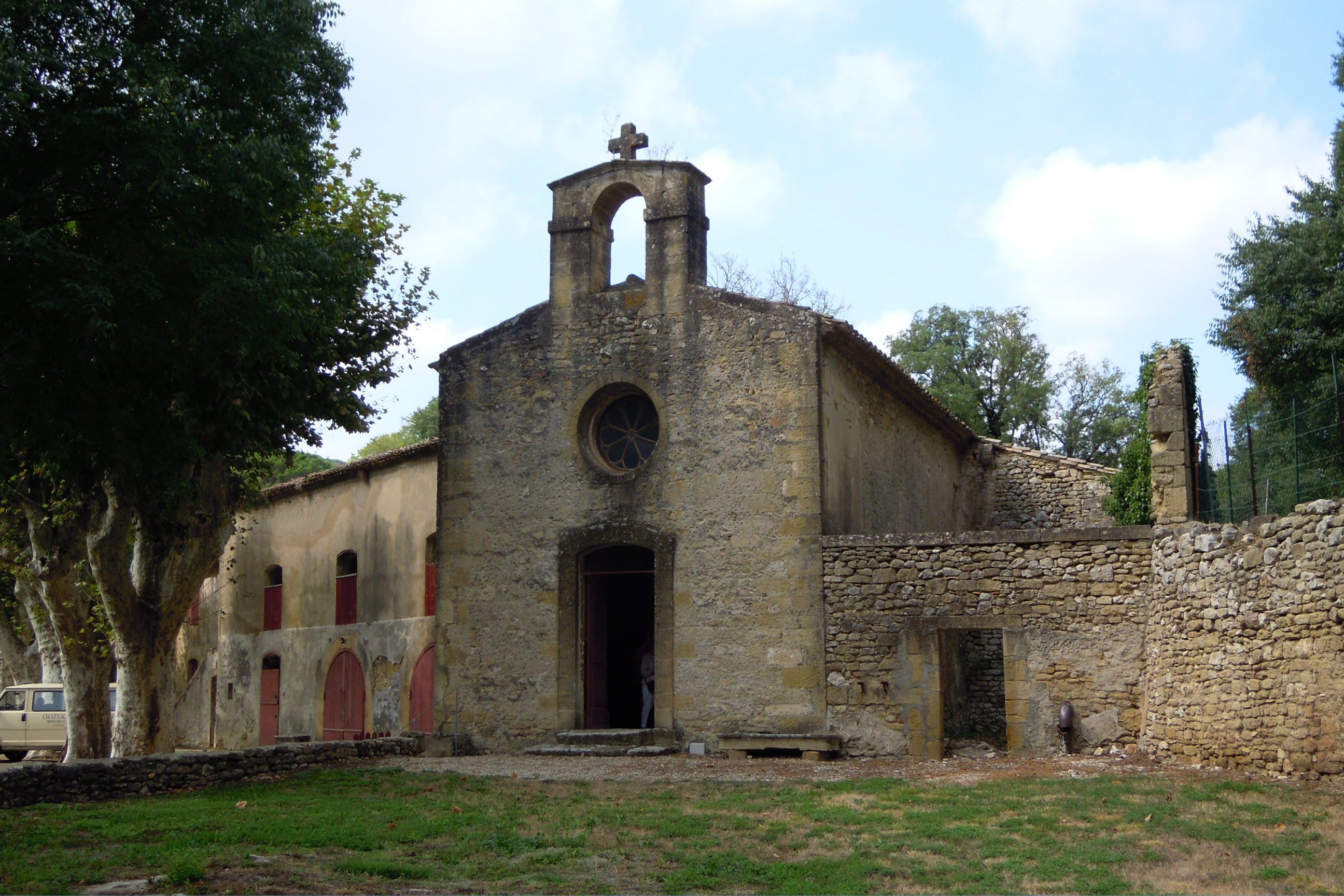
La chapelle
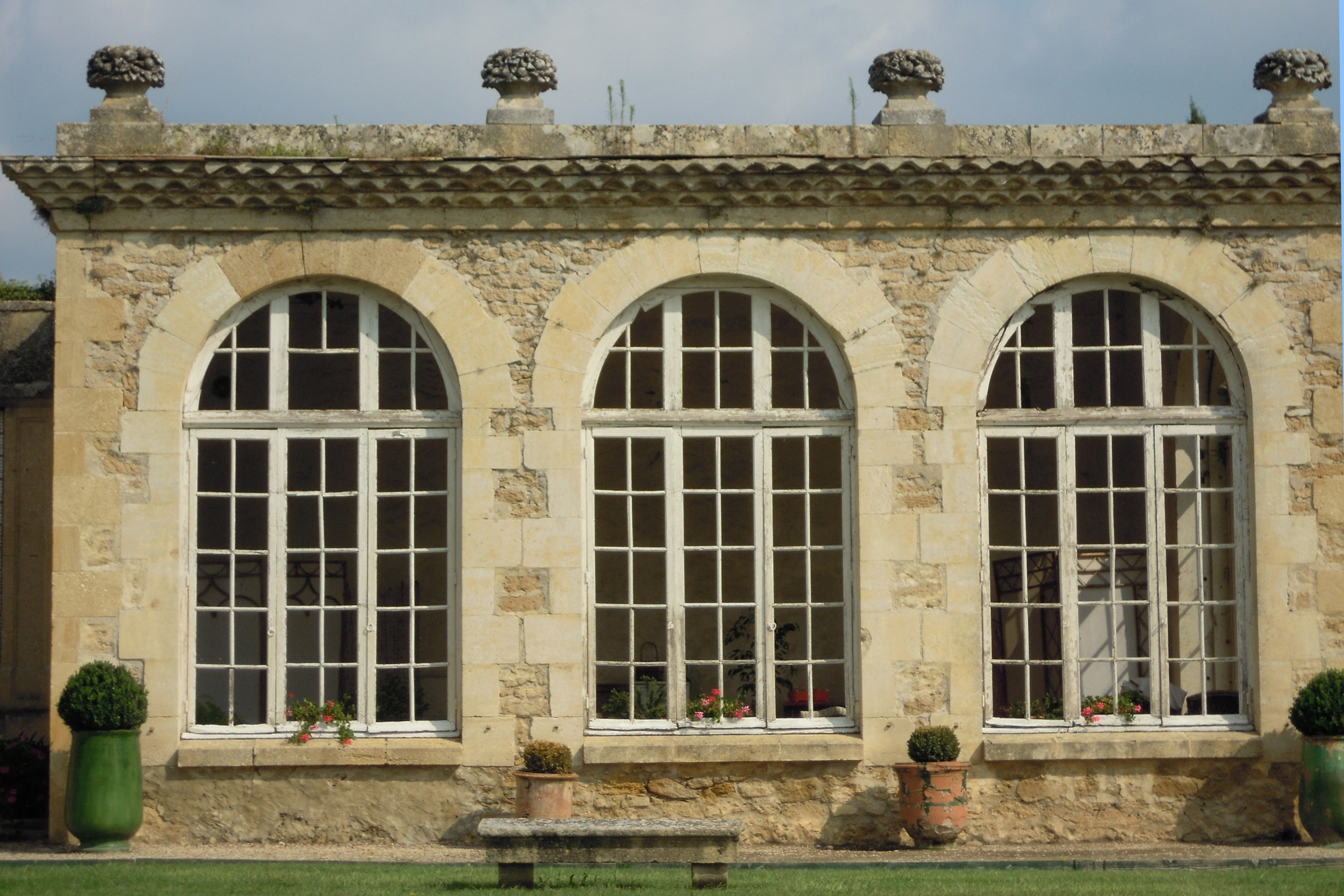
L'orangerie
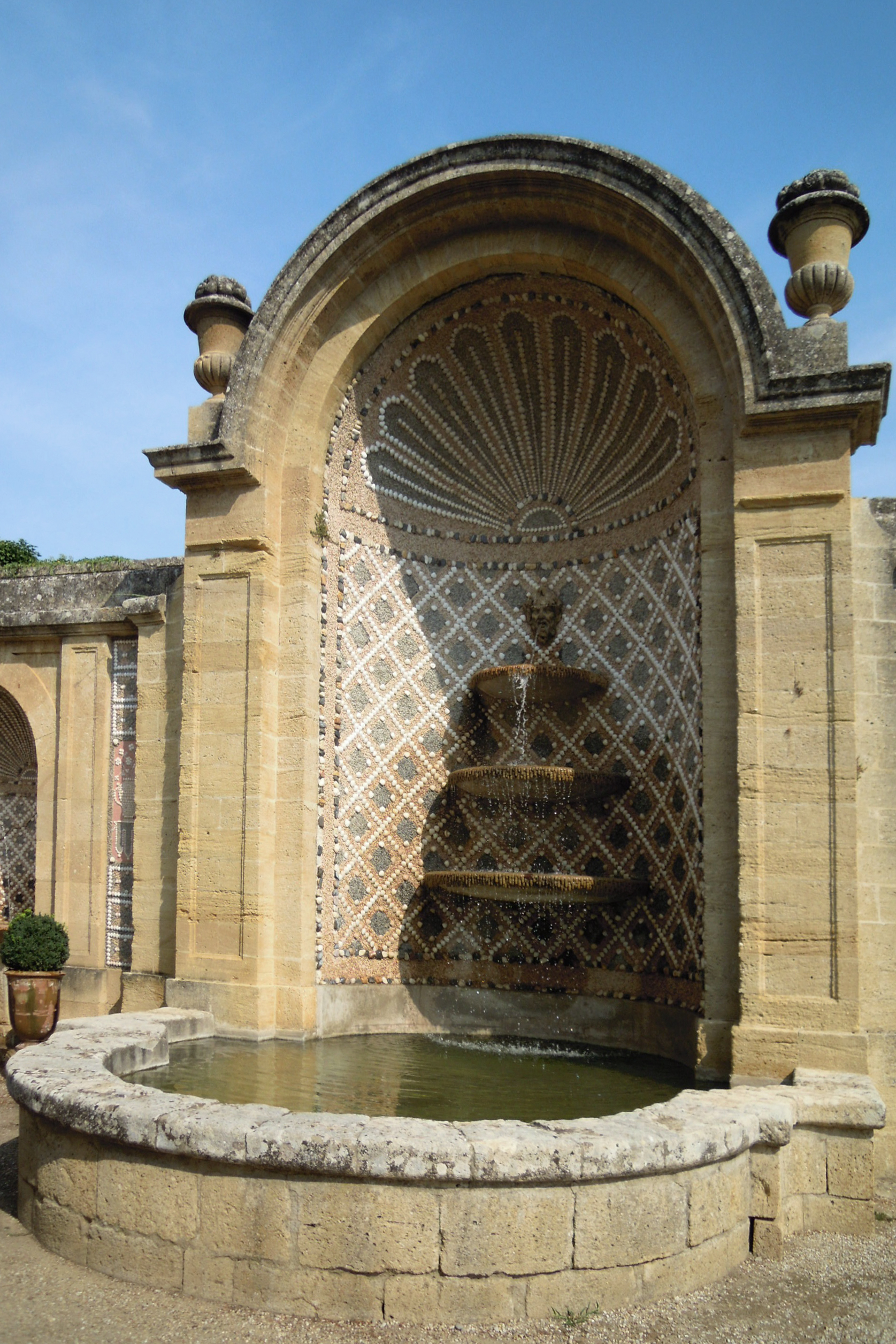
La fontaine